# 東畑遺跡
東畑遺跡（ひがしばたいせき）は、山梨県甲府市横根町字東畑・道々芽木・久保田に分布する複合遺跡。古墳時代初期から平安時代にかけての集落の遺跡である。

## 立地と地理的・歴史的景観
所在地は甲府盆地の北端部に位置する。大山沢川扇状地の右岸、八人山東麓に立地し、東には大蔵経寺山がある。標高は約290メートル付近。
古代には巨摩郡が成立し、一帯には渡来人の墓制である積石塚が広く分布ている。付近には甲府市横根の大坪遺跡や甲府市川原町の川田瓦窯跡など同時代の遺跡が分布しており、大坪遺跡からは古代地名が記された刻書土器が出土しており、川田瓦窯跡からは古代寺院に供給された瓦類が出土している。

## 発掘調査と遺構・出土遺物
東畑遺跡は1985年（昭和60年）の考古遺跡分布調査では「八木沢遺跡」と命名された。さらに1991年（平成3年）の分布調査では道々芽木、久保田など個別に字名による遺跡名が付けられているが、現在では同一の遺跡であることが確認されている。
1994年（平成6年）には山梨英和短期大学（現：山梨英和大学）の移転工事に際して甲府市遺跡調査会による発掘調査が実施された。
遺跡は後世の耕作による破壊を受けていたが、発掘調査では12棟の建物跡が確認されている。1号から9号の建物群は周溝で囲まれ、溝からは建物群との関係が不明瞭であるものの、古墳後期・鬼高式期の土器類を伴出している。
平安時代の建物跡からは、カマドや鍛冶遺構も検出されており、土器のほか杓子状木製品など木製品が出土している。後述の金胴仏は飛鳥時代の製作と推定され、県内最古の仏像の出土事例どなった。ほか、この時代の遺構では掘立柱建物の可能性が指摘される規則的小竪穴も検出されている。
現在は山梨英和大学のキャンパス施設敷地の一部になっており、遺跡は埋設されている。出土遺物は甲府市教育委員会によって保管されている。

## 銅造観音菩薩立像
平安時代の建物跡の覆土中からは銅造観音菩薩立像が出土し、現在のところ山梨県内最古の金銅仏（銅造鍍金の仏像）として注目されている。
7世紀末から8世紀初頭（飛鳥時代後期）の制作と推定されており、出土地点との年代にずれが生じることから外部から持ち込まれた念持仏であると考えられている。
古代甲斐国への仏教文化到来は7世紀後半で、この頃には盆地北部で笛吹市春日居町寺本に古代寺院の寺本廃寺が建立されている。また、東畑遺跡周辺には供給寺院は不明であるものの古代瓦が出土している川田瓦窯跡が存在していることも注目される。本像の発見も古代甲斐への仏教文化到来を示す資料となっている。
像は総高11.1センチメートル（像高は9.7センチメートル）の小金銅仏で、青銅（銅と錫の合金）製。現在でも鍍金が残されている。
頭部は大きく、髻が表現されている。髪は正面両耳前で垂らし、後頭部では髪をかき上げ垂髪が三筋に分かれて髪筋も刻まれている。蓮肉上で直立し、左手は下げ右手を掲げて掌を正面に向けている。上半身は裸形で、肩には天衣をかけている。胸部はふっくらとし胸飾が表現され、腰部は窄んでいる。下半身は裙の薄布が表現され、腰帯からは瓔珞を垂らす。国内での制作とも考えられているが、唐代彫刻の影響も指摘されている。1996年（平成8年）に山梨県指定有形文化財となる。